# Нейромобиль
Нейромобиль — электроприводное транспортное средство, пилотируемое посредством ментальных команд пилота. Команды управления нейромобилем считываются при помощи электроэнцефалографии и электромиографии пилота. Опытный образец нейромобиля разрабатывается в ННГУ, прототип представили в декабре 2017 на выставке ВУЗПРОМЭКСПО. Он будет снабжен системой активной помощи водителю, облегчающей управление. Привод будет осуществляться при помощи встроенных электромоторов в каждом колесе. Данная конструкция позволить уменьшить бесполезные потери энергии и упростить обслуживание. Планируется начать серийное производство в 2020 году.